# Peso apparente
Il peso apparente di un oggetto è la misura della forza di reazione all'attrazione gravitazionale, da distinguere dal peso vero che è la misura della forza gravitazionale applicata a tale oggetto. Tipicamente è la misura della forza vincolare del suolo che si oppone all'accelerazione gravitazionale e sostiene l'oggetto impedendogli di cadere.
Un dinamometro o bilancia a molla misurano il peso apparente.  
Il peso apparente di un oggetto è uguale al suo peso reale a meno che sull'oggetto agiscano anche altre forze non gravitazionali (di galleggiamento, inerziali, ...)

## Oggetti a riposo
Supponendo che un corpo abbia una massa di 65 kg e che rimanga immobile sul pavimento, la gravità lo spingerà verso il basso con una forza pari a:
| Fgrav | = mg                |
|       | = 65 kg × 9,81 m/s2 |
|       | = 637,65 N          |
dove m è la massa e g è l'accelerazione di gravità.
Per definizione si avrà che Fgrav, la forza di gravità, è il peso reale del corpo. 
Considerando che il corpo è a riposo e considerando un caso ideale di assenza di atmosfera e forze apparenti, nessuna energia viene spesa, quindi la risultante delle forze deve annullarsi. Deve quindi esistere una reazione vincolare che contrasti esattamente la forza gravitazionale. In tale caso, il peso apparente e quello reale sono identici.
La differenza essenziale è nel fatto che la gravità è una forza a distanza che agisce all'interno dell'intero corpo, mentre la reazione vincolare è una forza di contatto ed agisce solo sulla superficie dell'oggetto. La gravità quindi esercita una pressione sul e nell'oggetto e lo schiaccia contro il supporto che fa vincolo.

## Oggetto in accelerazione
Se un oggetto accelera, il suo peso apparente può aumentare o diminuire. 
Consideriamo ancora un corpo in un ascensore che scenda con un'accelerazione di 3 m/s2.
Prendiamo un sistema di riferimento orientato verso il basso. Accelerazioni verso il basso saranno positive e negative verso l'alto.
- Fgravity la forza di gravità, positiva
- Fnormal la reazione vincolare esercitata dal pavimento, negativa
- Fnet la forza netta applicata sul corpo, in questo caso positiva

dunque:
| Fnet | = ma             |
|      | = 65 kg × 3 m/s2 |
|      | = 195 N          |
| Fgravity - Fnormal | = Fnet   |
|                    | = -195 N |
Ricordiamo che Fgravity = 637 N
637 N + Fnormal = 195 N
quindi
Fnormal = −442 N
La forza vincolare normale è dunque di -442 N (rivolta verso l'alto), la quale rappresenta il peso apparente del corpo. Il corpo quindi ha perso all'incirca il 30% del suo peso, nonostante il suo peso reale sia rimasto inalterato. 
Possiamo esprimere il concetto attraverso la formula:
Fnormal = m( a −  g)
Esaminiamo adesso i risultati per diversi valori di a:
quando a=0 abbiamo che Fnormal = −mg (il meno indica che la forza è rivolta verso l'alto)
Per valori più grandi di a (accelerazione verso il basso), il valore assoluto della Fnormal diminuisce (ignorando il segno), il che equivale ad una diminuzione di peso apparente. D'altra parte per valori negativi di a (accelerazione verso l'alto), il peso apparente del corpo aumenta.

### Caduta libera
Il peso apparente diminuisce con l'aumentare dell'accelerazione verso il basso, fino a che a non eguaglia g. Il peso apparente del corpo è allora nullo. A quel punto il pavimento dell'ascensore non offre più nessun supporto né reazione vincolare, il corpo è in caduta libera. Durante la caduta libera il corpo è in assenza di peso apparente.

### Oltre la caduta libera
Se a aumenta oltre g, la formula ci mostra che Fnormal diventa positiva, il che vuole dire che la forza vincolare adesso punta verso il basso, il corpo si è spostato sul soffitto dell'ascensore che reagisce alla forza impostagli, il soffitto è diventato il nuovo pavimento per il corpo.

## Accelerazione in una direzione arbitraria
In generale si può affermare che il peso apparente di un oggetto è dato dalla massa moltiplicata per la differenza tra la accelerazione gravitazionale e l'accelerazione dell'oggetto. Questa affermazione implica che la risultante che genera il peso non necessariamente sarà verticale, ma può puntare in una qualunque direzione. Se, per esempio, ci troviamo all'interno di un razzo con accelerazione orizzontale g, la risultante agisce con un angolo di 45º rispetto alla normale.
Il peso apparente di un oggetto sotto l'influenza di due forze arbitrarie {\displaystyle \mathbf {F} _{1}}, e {\displaystyle \mathbf {F} _{2}}, nel caso più generale si può misurare attraverso la somma vettoriale:
| F1   | =[F1x, F1y, F1z]                   |
| F2   | =[F2x, F2y, F2z]                   |
| Fnet | =F1 + F2                           |
|      | =[F1x + F2x, F1y + F2y, F1z + F2z] |
|      |                                    |
Nel caso specifico sopra menzionato, {\displaystyle \mathbf {F} _{1}} è la forza di gravità (che prendiamo positiva, stesso sistema di riferimento che per l'ascensore) e {\displaystyle \mathbf {F} _{2}} è l'accelerazione dovuta al razzo {\displaystyle \mathbf {m*a} _{c}} (prendiamo anch'essa positiva).
L'equazione diventa quindi:
| Fgravity | =[0, mg, 0]      |
| Fcar     | =[m*ac, 0, 0]    |
| Fnet     | =Fgravity + Fcar |
|          | =[m*ac, mg, 0]   |
|          |                  |
La quale rappresenta il caso più generale, se ne deduce che un oggetto sotto l'influenza di n accelerazioni diverse ha un peso apparente di:
| Fnet | ={\displaystyle m*\sum _{i=0}^{n}\mathbf {a} _{i}}                                                                      |
|      | ={\displaystyle m*[\sum _{i=0}^{n}\mathbf {a} _{ix},\sum _{i=0}^{n}\mathbf {a} _{iy},\sum _{i=0}^{n}\mathbf {a} _{iz}]} |
|      | |

## Galleggiamento
Il peso apparente è ridotto dal galleggiamento, il quale avviene quando un oggetto è immerso in un fluido.
Questo effetto è differente da quello dell'accelerazione in un ascensore. Un oggetto immerso in un liquido riceve una spinta verso l'alto su tutta la sua superficie. Questo può creare una pseudo assenza di peso (quando l'oggetto galleggia). Non si può parlare di assenza di peso, perché all'interno dell'oggetto la forza di gravità continua a esistere e preme verso il basso tutte le parti che non sono in contatto con il liquido. 
Gli oggetti subiscono in genere una forza di galleggiamento anche in aria, quindi il peso apparente prima misurato deve tenere conto anche di questa correzione, ottenendo un valore inferiore.
La densità dell'aria è all'incirca di 1,2 kg/m3. Gli oggetti che hanno densità molto superiore mostreranno piccole variazione di peso apparente. Per un oggetto con la stessa densità dell'acqua (circa 1000 kg/m3) l'effetto è del 0,12%. Tuttavia esistono anche oggetti con densità minore dell'aria (un palloncino d'elio, He) avrà un peso apparente negativo, cercherà quindi di salire nell'aria.

## Altri fattori
In generale ogni forza che si oppone al moto, può generare un peso apparente.
- Forza centrifuga: per permettere agli astronauti di sopravvivere per lunghi periodi nello spazio, è necessario ricreare una gravità artificiale. Questo è possibile grazie a grandi strutture rotanti; all'interno di un anello, gli astronauti sono spinti verso il centro da una forza centripeta, la quale permette di ottenere un peso apparente non nullo.

- Forze mareali: se il campo gravitazionale in cui è immerso un corpo non è uniforme, un oggetto non puntiforme subirà forze di attrazione gravitazionale differenti nei vari punti che lo compongono. Questo meccanismo è alla base delle forze mareali.

- Campo magnetico: forti campi magnetici possono contrastare la forza gravitazionale e anche fare levitare oggetti, come treni a levitazione magnetica.